# Lepidotrigla brachyoptera
Lepidotrigla brachyoptera is een straalvinnige vissensoort uit de familie van ponen (Triglidae). De wetenschappelijke naam van de soort is voor het eerst geldig gepubliceerd in 1872 door Hutton.